# Seasons Will Change
Seasons will change är Seremedys första EP på Ninetone Records. Den släpptes den 8 april 2011 i Sverige. Namnet är taget från en textrad i låten DISTANT FUCKER. EP:n är producerad av Patrik Frisk.

## Låtlista
1. "Bulletproof Roulette" - 3:37
2. "IDEAL ENEMY " - 3:49
3. "「3」" - 4:17
4. "DISTANT FUCKER" - 3:57